# Камила Сколимовска
Камила Сколимовска (пољ. Kamila Skolimowska рођ. Варшава 4. октобра 1982. — 18. фебруар 2009. Вила Реал де Сант Антонио) била је пољска атлетичарка освајач златне олимпијске медаље у дисциплини бацање кладива.
У петнаестој години на Европском првенству за јуниоре 1997. у Љубљани постала је европска првакиња, са пласманом на десето место светске ранг листе бацачица кладива за 1997 годину у сениорској конкуренцији.
Од тада бележи сјајне јуниорске резултате. Две године касније постала је и светском првакињом у конкуренцији јуниора. 2000. године с хицем од 71,16 метара, постала је олимпијском победницом, што јој је најзначајнији резултат у каријери. После тога освојила је једно сребро 2002 и једну бронзу 2006 на европским првенствима, али на светским првенствима није забележила бољи пласман од 4. места 2001 и 2007.
Умрла је 18. фебруара 2009. са 26 година за време тренинга којег је одрађивала у Португалу, претпоставља се од срчаног удара или плућне емболије.

## Медаље и резултати
- Олимпијске игре
  - Сиднеј 2000 - злато 71,16
  - Атина 2004 - 5. место 72,57
- Светско првенство у атлетици
  - Едмонтон 2001 - 4. место 86,05
  - Париз 2003 - 8. место 68,39
  - Хелсинки 2005 - 7. место 68,96
  - Осака 2007 - 4. место 73,75
- Европско првенство у атлетици
  - Минхен 2002 - сребро 72,46
  - Гетеборг 2006 - бронза 72,58
- Светско првенству у атлетици за јуниоре
  - Бидгошч 1999 - злато 63,94
- Европско првенство у атлетици за јуниоре
  - Љубљана 1997 - злато 59,72
- Финале Велике награде (Grand Prix) ИААФ
  - Мелбурн 2001 - злато 71,71
- Светски куп у атлетици
  - Атина 2006 - злато 75,29
- Европски куп у атлетици (Суперлига)
  - Фиренца 2005 - злато 72,38
  - Малага 2006 - сребро 68,16
- Универзијада
  - Измир 2005 - злато 72,75